# Абдаллах аль-Музаффар
Абдаллах ибн Бологгин аль-Музаффар (араб. عبد الله بن عبد الله بن بلقين المظفر‎; ок. 1056 — после 1090 года) — правитель тайфы Гранада (1073—1090) из династии Зиридов.

## Биография
Был сыном Бологгина ибн Бадиса, наследного принца тайфы Гранада; его отец в 1064 году умер после отравления из-за придворных интриг. 
В 1073 году умер дед Бадис ибн Хаббус, и тайфа была разделена между двумя его внуками: братьями Абдаллахом, который получил Гранаду и Тамимом, получившим Малагу. В результате государство было ослаблено из-за междоусобных войн братьев, которые затем договорились о разделе своих территорий.
Летом 1086 года вместе с другими эмирами Абдаллах присоединился к армии Юсуфа ибн Ташфина, в союзе с которым участвовал в битве при Заллаке против войска под командованием короля Альфонсо VI. Во время битвы его воины были на левом фланге мусульманской армии и понеся большие потери стали отступать, но благодаря атаке берберской конницы, христиане понесли тяжёлые потери и были разгромлены.
В сентябре 1090 года Абдаллах передал свою тайфу во владение Юсуф ибн Ташфина, который присоединил её к своему государству. После этого вместе с братом Тамимом был отправлен в Магриб, где и умер.
Был автором «Воспоминаний», в которых были описаны многие исторические события, участником и свидетелем которых он был.